# Senador José Porfírio
Senador José Porfírio é um município brasileiro do estado do Pará, pertencente à mesorregião do Sudeste Paraense e microrregião de Altamira. Localiza-se no norte brasileiro, a uma latitude 02º35'27" sul e longitude 51º57'15" oeste.
É um das três cidades brasileiras que possuem exclaves municipais, com dois territórios totalmente separados um do outro, sendo os outros dois os municípios goianos de Sítio d'Abadia e Mineiros (Goiás). No caso de Senador José Porfírio, essa separação ocorre pelo município vizinho de Vitória do Xingu, o qual já fez parte do município de Senador José Porfírio.

## História
A história de Senador José Porfírio compreende, tradicionalmente, o período que vai da instalação da missão jesuíta formadora da cidade até os dias atuais. Entretanto o território municipal é habitado, desde tempos imemoriais, por povos indígenas nômades e seminômades.

### Missão Aricará

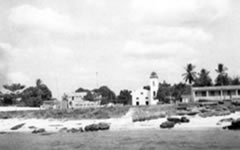
Orla de Senador José Porfírio, na primeira metade do século XX

Desconhece-se a data da doação da primeira Capitania no Xingu a Gaspar de Abreu Freitas e, também, do revestimento da mesma à coroa. Porém, após esse abandono, os padres da Companhia de Jesus ali chegaram e, em 1639, fundaram juntamente com índios o aldeamento com o nome de Arucará ou Aricará.

### Colonização
Em 1758 o governador Francisco Xavier de Mendonça Furtado concedeu à Aricará o título de freguesia sob o padroado de São Francisco Xavier. Nessa condição, permaneceu até 1833, quando perdeu a condição de vila.
A segunda elevação administrativa se deu em 14 de abril de 1874, com a criação do município de Souzel, com a sede com a condição de vila. José Porfírio de Miranda Júnior tornou-se seu primeiro intendente, cargo correspondente ao de prefeito. Nesse período a localidade sobrevivia da extração e comercialização da borracha e de outras drogas do sertão, além de se comunicar com Santarém e Porto de Moz por navegação a vapor.
Contudo, em 1921 o município de Souzel novamente foi extinto e o seu território foi anexado ao município de Porto de Moz; posteriormente o próprio município de Porto de Moz foi extinto, integrado ao de Altamira, e restaurado.

### Restauração da emancipação
Elevado à categoria de município com a denominação de Souzel, pela lei estadual nº 2460, de 29 de dezembro de 1961, desmembrado de Porto de Moz e de Altamira, com sede no antigo distrito de Souzel. Foi formalmente instalado em 11 de abril de 1962.
Pelo decreto-lei nº 164, de 23 de janeiro de 1970, o distrito de Souzel passou a denominar-se Senador José Porfírio, em homenagem ao político José Porfírio de Miranda Júnior.

## Geografia

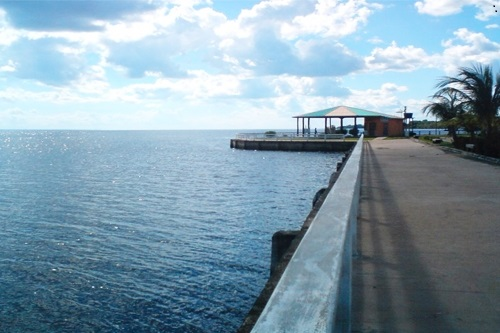
Rio Xingu e a Orla de Senador José Porfírio

Localizado a uma latitude 02º35'27" sul e longitude 51º57'15" oeste, estando a uma altitude de 20 metros acima do nível do mar. O município possui uma população estimada de 11 827 habitantes, distribuídos em 14 419 km² de extensão territorial.

### Hidrografia
Destaca-se como acidente hidrográfico o Rio Xingu, que ao penetrar no Município, constituí-se em limite natural com Altamira a Oeste, juntamente com o seu afluente da margem direita, o rio Ituna, formando um grande cotovelo até o limite com o município de Porto de Moz onde banha a sede municipal, no seu baixo curso, até desembocar no Amazonas.

### Problemas socioambientais
Devido aos altos índices de devastação florestal, em 9 de novembro de 2023, o município de Senador José Porfírio foi incluído na relação de municípios situados no bioma Amazônia considerados prioritários pelo governo federal para ações de prevenção, controle e redução dos desmatamentos e degradação florestal.

## Organização político-administrativa
Sendo um município do Brasil, Senador José Porfírio é administrado por dois poderes, o executivo e o legislativo, independentes e harmônicos entre si. O primeiro é representado pelo prefeito, auxiliado pelo seu gabinete de secretários e eleito pelo voto popular para um mandato de quatro anos, sendo permitida uma única reeleição para mais um mandato consecutivo, enquanto que o segundo é representado pela Câmara Municipal de Senador José Porfírio, órgão colegiado de representação dos munícipes que é composto por vereadores também eleitos por sufrágio universal.

## Infraestrutura

### Transportes
A principal ligação rodoviária de Senador José Porfírio com o território nacional se dá pela rodovia estadual PA-167, que liga a sede municipal à vila de Pontal de Belo Monte, na BR-230 (Transamazônica).
Porfírio também depende muito do transporte fluvial, sendo que a principal facilidade do tipo é o Porto de Senador José Porfírio, na sede municipal. Os principais destinos partindo do porto são as localidades de Vitória do Xingu e Porto de Moz.